# Соломонашвили, Бесик Луарсабович
Бесик Луарсабович Соломонашвили (родился 24 декабря 1967, Тбилиси, СССР) — российско-грузинский скульптор-художник, почётный зарубежный член РАХ (2015), член Союза Художников РФ, проректор АНО ВО «Международной Академии Искусств», дипломант Международных Конкурсов Международного Ареопага Искусств «Аполлон» «Современные аспекты архитектуры и скульптуры» (АПОЛЛОН-ЮНЕСКО), доктор философии в области искусств (МУФО), гранд-доктор философии в области изобразительного искусства (МУФО), с 2016 года генеральный директор завода «Монументскульптура».

## Биография
Родился в 1967 году в городе Тбилиси. По окончании средней школы поступил в художественный техникум имени М. Тоидзе. После техникума до 1988 года работал главным художником в парке Победы на Мтацминде. Затем поступил в Тбилисскую государственную академию художеств.
После службы в армии продолжил учебу в Высшей школе Академии искусств, которую закончил в 1997 году, получив диплом по специальности «Художник-скульптор. Искусствовед». В этом же году переехал в Санкт-Петербург работать на заводе «Монументскульптура» под руководством президента Российской академии хХудожеств Зураба Церетели. За это время  принимал участие в создании многих знаменитых скульптурных композиций, установленных как в России, так и в других странах. Среди них:

- Скульптурный комплекс на Поклонной горе, 1996 год[2]
- Фонтанный комплекс на Манежной площади в Москве, 1996 год[3]
- Памятник Петру I в Москве, 1997 год[4]
- Воссоздание горельефов на Храме Христа Спасителя, 2000 год[5]
- Мемориал «Летопись Грузии»[6]
- Памятник казаку Харько в Харькове, 2004 год[7]
- Воссоздание Колонны Славы в Санкт-Петербурге, 2005 год
- Монумент Свободы в Тбилиси, 2006 год[8]
- «Слеза Скорби» в Ньй-Йорке, 2006 год[9]
И многие другие.

## Участие в выставках
- 1988 год — осенняя выставка в Тбилиси
- 1993 год — выставка в Тбилиси
- 1993 год — выставка в Амстердаме
- 2001 год — ежегодная выставка новых произведений Петербургских художников в Центральном выставочном зале «Манеж», «Петербург 2001»[10]
- 2004 год — выставка в Государственном университете морского и речного флота имени адмирала С. О. Макарова
- 2018 год — международная выставка «Все краски мира»[11] в «Санкт-Петербургской художественно-промышленной академии имени А. Л. Штиглица»